# Canale di San Pietro

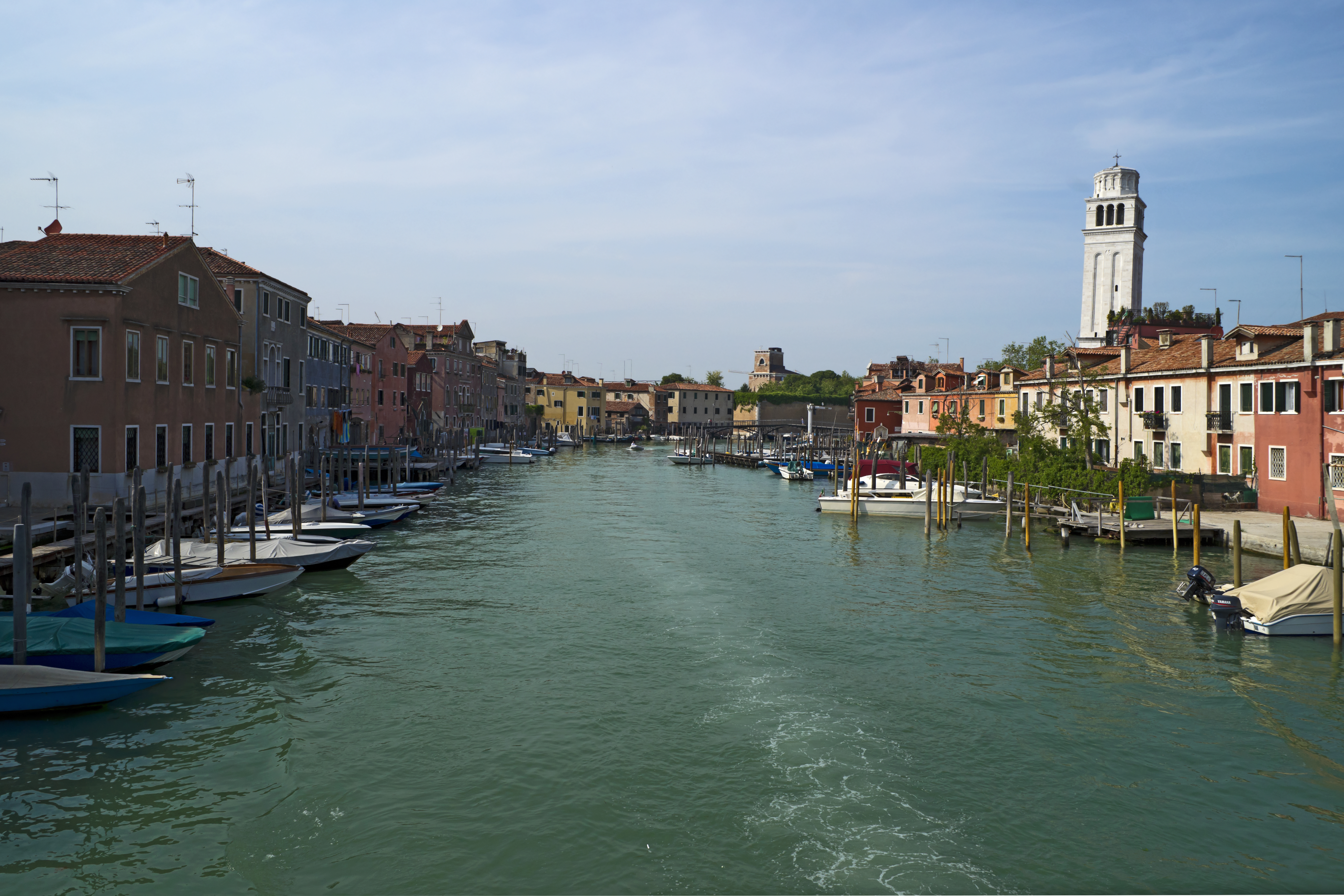
le canal avec le campanile de San Pietro

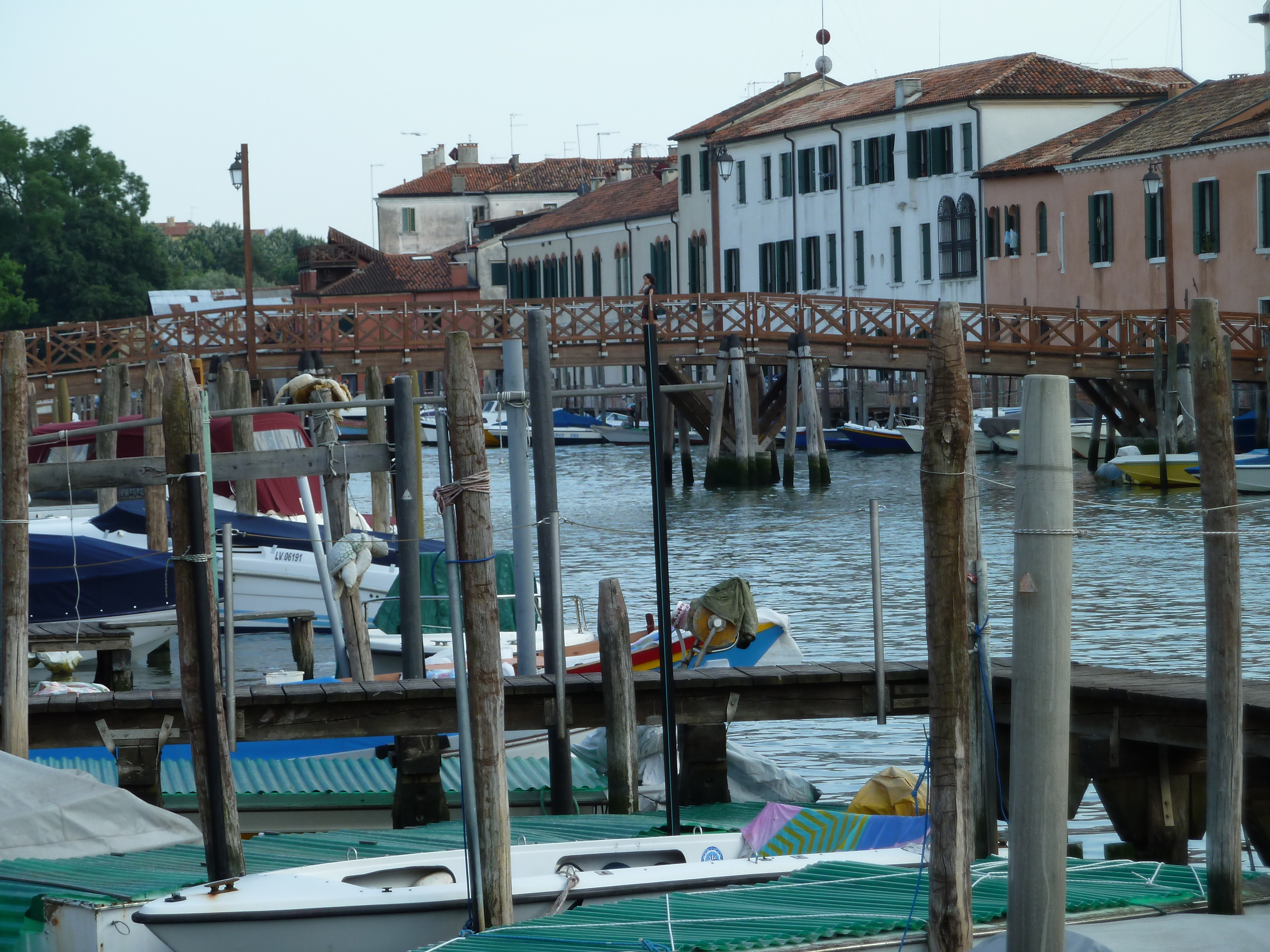
Le canal de San Pietro et le pont de Quintavale

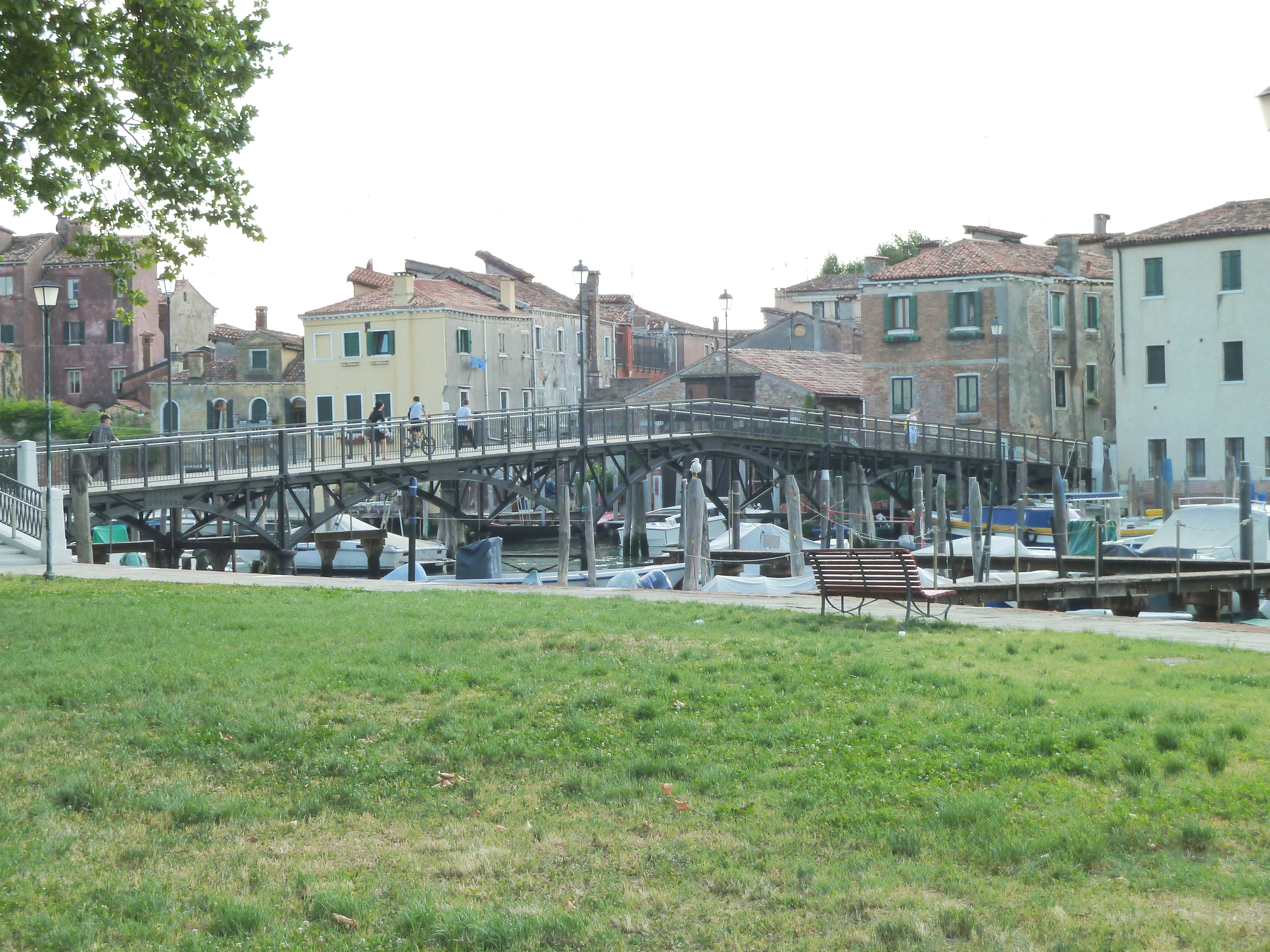
campo et pont san Pietro

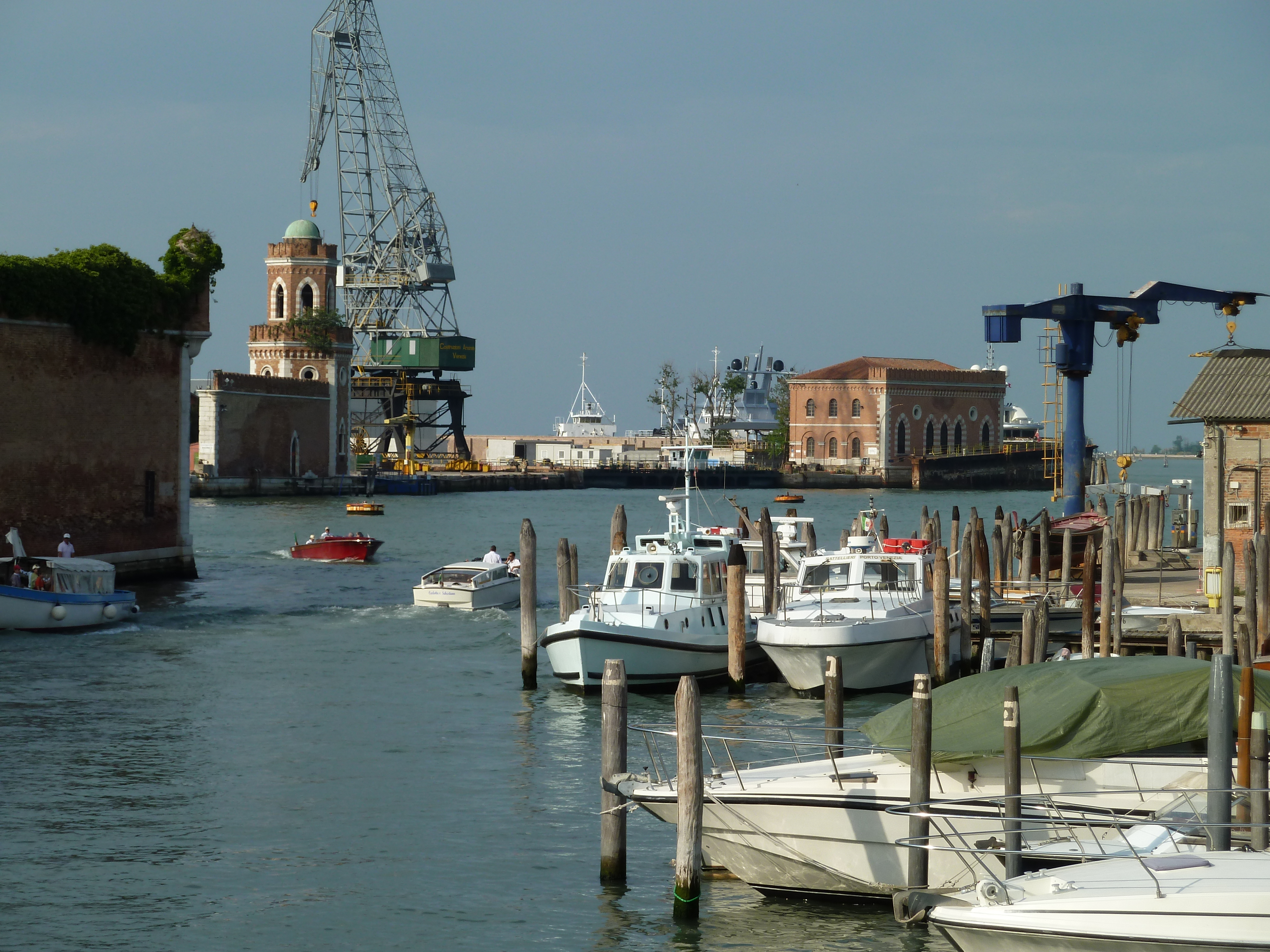
Partie nord du canal

Le canale di San Pietro (en vénitien canal de San Piero;canal de Saint-Pierre) est un canal de Venise dans le sestiere de Castello.

## Description
Le canal de Saint-Pierre a une longueur de 455 mètres. Il prolonge le rio dei Giardini vers le nord vers la lagune à l'est de Venise.

## Origine
Le nom provient de l'île et de sa basilique.

## Situation
Ce rio longe :
- la partie ouest de l'île de San Pietro ;
- le rio de Quintavale sur son flanc est ;
- le rio de Sant'Ana sur son flanc ouest ;
- le rio de le Vergini sur son flanc ouest.

## Ponts
Ce rio est traversé par deux ponts (du sud au nord) :
- le Ponte de Quintavalle reliant la calle éponyme et le Fondamenta Sant'Anna; la famille Quintavalle (anciennement Marturio) migra de Padoue en Istrie et puis à Venise en 430; tribuns, ils appartinrent au Conseil dès 680; en 880, Pietro Q. fut patriarche de Grado, en 955 un autre Pietro évêque de Venise et en 1220 Bernardo fut compagnon de saint François; pionniers du lieu, ils donnèrent leur nom à la dernière île de Castello ; ils furent exclus du Conseil à sa clôture, puis réadmis en 1310; la famille s'éteignit en 1328 à Venise et en 1582 à Candie.
- le Ponte San Pietro reliant le campo éponyme et la calle Larga; reconstruit fin du XIXe siècle en fer avec 5 travées; le nom renvoie à la Basilique San Pietro di Castello.